# 1961年至1962年香港甲組足球聯賽
1961–62年香港甲組足球聯賽（英語：Hong Kong First Division Football League），是第 51 屆香港甲組足球聯賽，本屆聯賽共有 13 隊參賽球隊，冠軍是南華，他們以 24 場 21 勝 2 和 1 負 合共取得 44 分。南華隊第 20 次贏得港甲冠軍。

## 外部連結
- 香港足球總會官網（页面存档备份，存于）
- 香港甲組足球聯賽 歷屆冠軍（页面存档备份，存于）